# Sautoir

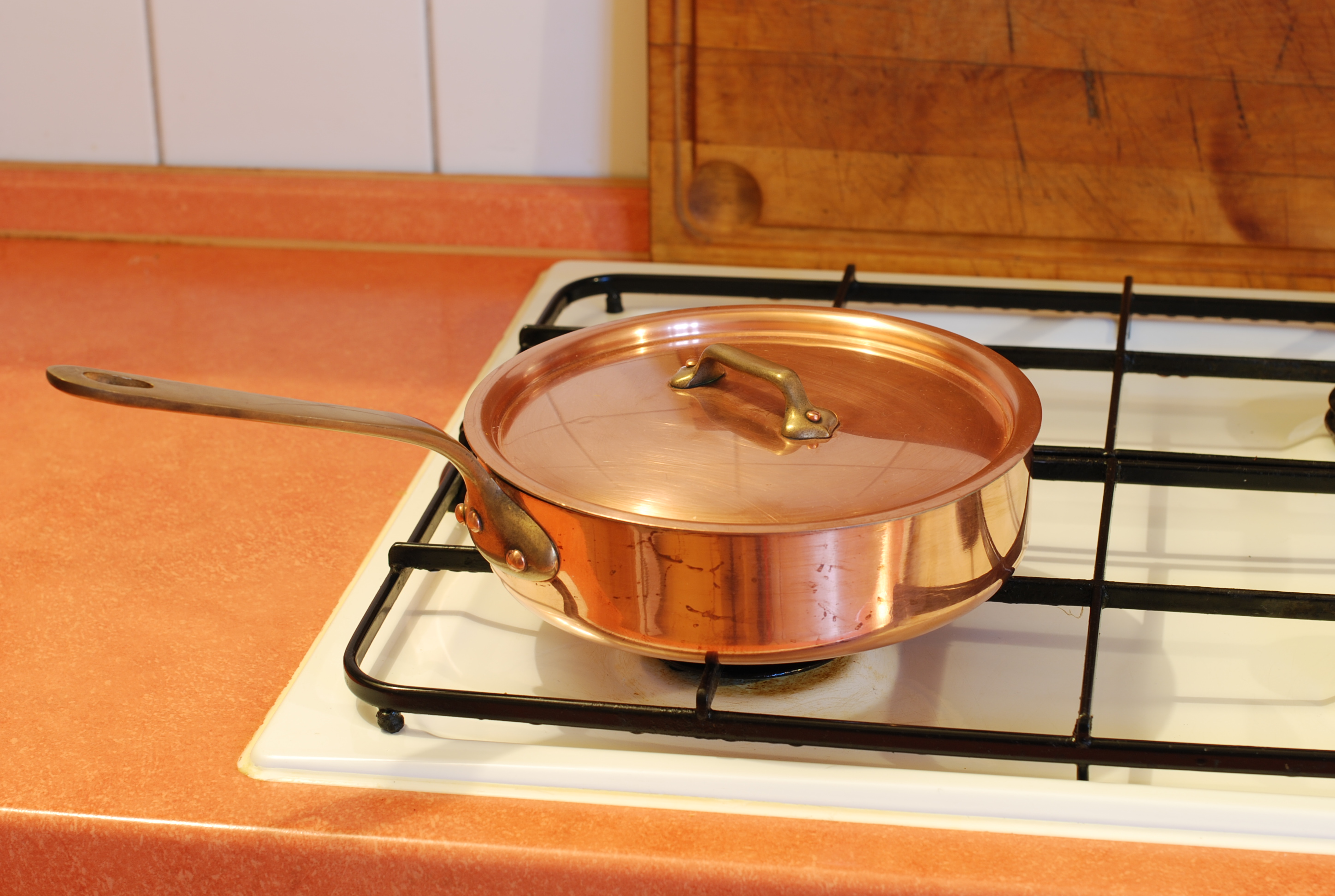
Sautoir med lock

Sautoir [såtoa:'r], en fransk rund låg kastrull av mindre modell. En sautoir har raka sidor, vilket skiljer den från en sauteuse, som har sidorna vinklade utåt.